# Мацуока, Пётр Магосиро
Пётр Магосиро Мацуока (яп. ペトロ松岡孫四郎 пэторо мацуока магосиро:) (21.03.1887 г., Ураками, Япония — 6.08.1980 г., Нагоя, Япония) — католический прелат, первый епископ Нагои с 16 апреля 1962 года по 26 июня 1969 год.

## Биография
10 февраля 1918 года Пётр Магосиро Мацуока был рукоположён в священника. С 13 декабря 1945 года по 1953 год был префектом апостольской префектуры Ниигаты (сегодня — Епархия Ниигаты).
16 апреля 1962 года Римский папа Иоанн XXIII назначил Петра Магосиро Мацуоку епископом Нагои. 3 июня 1962 года состоялось рукоположение Петра Магосиро Мацуоки в епископа, которое совершил апостольский делегат в Австралии архиепископ Доменико Энричи в сослужении с архиепископом Нагасаки Павлом Аидзиро Ямагути и кардиналом Павлом Ёсигоро Тагути.
Пётр Магосиро Мацуока участвовал в работе I, II, III и IV сессиях II Ватиканского собора.
26 июня 1969 года Алоизий Набуо Сома вышел в отставку и в этот же день был назначен титулярным епископом Белали. Скончался 6 августа 1980 года.